# Feichteck
Das Feichteck ist ein 1514 m ü. NHN hoher Berg in den Chiemgauer Alpen. Es ist Teil des sich südwestlich der Hochries erstreckenden Bergkamms. Das Feichteck bietet einen guten Aussichtspunkt auf die benachbarten Gipfel von Spitzstein und Hochries.

## Wege
Das Feichteck kann von der Pölcher Schneid bis zur Wagner Alm auf teilweise steilen, aber nicht schwierigen Pfaden überschritten werden.

## Weblink
- Feichteck auf chiemsee-alpenland.de